# Thordön (1741)
Thordön var en svensk bombkits som byggdes 1741 på Karlskrona Örlogsvarv av skeppsbyggmästaren Gilbert Sheldon.